# محمد نبی محمدی
محمد نبی محمدی (۱۹۲۰–۲۰۰۲) سیاستمدار افغان و از رهبران مجاهدین افغان بود که بنیانگذار و رهبر حزب سیاسی و گروه شبه نظامی نهضت انقلاب اسلامی بود. او از جنوری ۱۹۹۳ تا ۱۹۹۶ به حیث معاون رئیس‌جمهور افغانستان تحت مجاهدین فعالیت کرد.